# Metriorhynchus
Metriorhynchus var ett släkte kräldjur som levde under mitten och slutet av jura. Fossil från Metriorhynchus har påträffats i Frankrike.
Metriorhynchus var en släkting till dagens krokodiler. Till skillnad från besläktade arter levde den dock huvudsakligen i vatten. Svansen var ombildad till en stor fiskliknande stjärtfena och benen liknade paddelliknande simfötter; det bakre paret större än de främre. Den saknade även släktingarnas skyddande benplattor. Metriorhynchus blev upp till tre meter lång.